# Arne Hovde
Arne Hovde (* 28. September 1914 in Vikersund; † 12. April 1936 ebenda) war ein norwegischer Skispringer.
Arne Hovde war der Bruder von Kristian Hovde, der als Langläufer und Nordischer Kombinierer erfolgreich war. Bei der Nordischen Skiweltmeisterschaft 1934 in Sollefteå gewann Hovde hinter seinem Landsmann Kristian Johansson und vor dem Schweden Sven Selånger die Silbermedaille von der Großschanze.